# Hugo de Vrieslaan (Amsterdam)
De Hugo de Vrieslaan is een straat in de wijk Watergraafsmeer buurt Jerusalem in Amsterdam-Oost. De straat vormt een drukke verkeersader. De straat is vernoemd naar Hugo de Vries, een Nederlands bioloog, botanicus en geneticus (1848-1935).

## Ligging
De straat begint bij de Middenweg en ligt in het verlengde van de Wethouder Frankeweg. Westwaarts kruist de straat enkele andere drukke verkeerswegen, zoals de Nobelweg en de Maxwellstraat. De straat eindigt bij het Amstelstation en gaat daar over in de Overzichtweg. 

## Karakter
Aan de noordkant van de Hugo de Vrieslaan is nauwelijks bebouwing te vinden. Op de hoek met de Middenweg staat de Emmakerk. Daarna loopt de straat langs Park Frankendael en het Prins Bernhardpark. De Mien Ruysbrug verbindt de Hugo de Vrieslaan met Park Frankendael. Ter hoogte van het Prins Bernhardpark is het kunstwerk Kijker van Barbara Kletter te vinden. Voorbij het viaduct met de Gooiseweg is aan de noordkant de lagergelegen wijk Julianadorp te vinden met bebouwing uit de jaren 1990, gevolgd door woon/winkelcomplex Amst, gebouwd in de jaren 2020. Daarna eindigt de straat bij de Julianalaan en het Amstelstation. 
Aan de zuidkant is wel bebouwing te vinden, die voorbij de hoek met de Pasteurstraat uit (voormalige) duplexwoningen bestaat. Het eerste deel van deze woningen is grondig gerenoveerd en bestaat uit koop- en huurwoningen in de vrije sector. Voorbij de flat in de Berzeliusstraat staan niet-gerenoveerde duplexwoningen bestaande uit sociale huur, gebouwd in 1951 en ontworpen door de architecten Merkelbach & Karsten. Na de kruising met de Maxwellstraat, het Darwinplantsoen en het viaduct van de Gooiseweg gaat de Hugo de Vrieslaan langs het lagergelegen Tuindorp Amstelstation. 
Op Hugo de Vrieslaan 65 was eerder het Willem Dreeshuis gevestigd, een gebouw naar een ontwerp van Jan Snellebrand. Dit verzorgingshuis was ontstaan door een samenwerking van de PvdA, de VARA, Humanitas en de Algemene Woningbouw Vereniging, en werd in 1957 geopend door Willem Drees. In 2016 sloot het verzorgingshuis om plaats te maken voor nieuwbouw.

## Rijksmonumenten
- Hugo de Vrieslaan 2 (Emmakerk).
- Hugo de Vrieslaan 127, Complex Jeruzalem (rijksmonument nummer 528279).[4]

## Openbaar vervoer
De straat is breed genoeg voor een tramlijn en in 1939 was het de bedoeling om de Gooische Stoomtram vanaf de Middenweg door de straat te verleggen naar het nieuwe station Amsterdam Amstel. Er werd echter uiteindelijk voor gekozen de tram te vervangen door een bus. In de jaren tachtig waren er plannen voor een stadstramlijn. Buslijnen 37, 40, 41, 65, 320, 322 en 327 rijden door de straat. 

## Kunst
Langs de laan staan drie vormen van kunst in de openbare ruimte:
- Sequence V uit 1987 van Henk van Bennekum
- Kijker uit 1993 van Barbara Kletter
- Zwanen van de Watergraafsmeer uit 2021 van buurtbewoners